# Ahuna vairja
Ahuna vairja, středopersky Ahunvar, je zarathuštrická modlitba, nejposvátnější z těch co jsou obsaženy v Avestě. Obsahuje důležité prvky Zarathuštrova učení, ale její přesný výklad je předmětem debat. Je obsažena v Jasně 27 a komentuje ji Bagán jašt (Jasna 19-21), společně s dalšími dvě hlavními modlitbami: Ašem vohu a Jenhé hátam. Přestože není k řazena ke gáthám, nejstarší částem Avesty, je také velice starobylá a sepsaná starší avestánštinou, o jejím úzkém vztahu k těmto textům svědčí název první gáthy – Ahunavaiti (Jasna 28) „obsahují ahunu“. Název modlitby ahuna „obsahující ahu“ či ahuna vairja „text obsahující slovo ahu“ vychází z fráze jatha ahú vairjó „jako nejlepší ahu“ kterou modlitba začíná, přičemž slovo ahu je zpravidla vykládáno jako pán.